# Вермин, Ханс
Ханс Вермин — нидерландский и швейцарский шашист. Международный гроссмейстер, национальный гроссмейстер. Ханс Вермин принял участие в двух чемпионатах мира и одном чемпионате Европы. С 1985 года переехал в Швейцарию, чтобы работать в качестве физиотерапевта. Выступает за голландский клуб Witte van Moort Westerhaar и за Швейцарию, многократный чемпион Швейцарии по международным шашкам.
На чемпионате мира в 1986 году в Гронингене разделил 10-13 места, набрав 19 очков в 19 партиях, в 1996 году в Абиджане в группе В занял третье место и не вышел в финал.
Ханс Вермин принял участие в чемпионате Европы в 2006 году в Бовеце занял 23-е место с 12 очками из 10 партий.
Участник восьми чемпионатов Голландии в 1980-х годах (1981, 1982, 1983, 1984, 1985, 1986, 1987 и 1988 годах)  (FMJD-Id: 10034).
Проживает и работает в Берне.

## Семья
Супруга - Marta Vermin. Сын - Joel Vermin.  Профессиональный хоккеист. Вице-чемпион мира 2018 по хоккею в составе сборной Швейцарии.